# Montreal (zamek)
Montreal lub Krak de Montréal (arab. Asz-Szaubak) – ruiny średniowiecznego zamku krzyżowców, znajdujące się na wzgórzu, w pobliżu miejscowości Asz-Szaubak, na wschód od Rowu Jordańskiego, ok. 190 km na południe od Ammanu.

## Historia
Zamek został wzniesiony w 1115 przez króla jerozolimskiego Baldwina I, jako pierwszy na terytorium obecnej Jordanii. Pierwotnie nazywano go Mons Regalis, ponieważ sam król nadzorował budowę tej fortecy. Montreal posiadał bardzo duże znaczenie strategiczne, ponieważ został wzniesiony na wzgórzu, co zapewniło krzyżowcom panowanie nad rozległymi równinami Edomu, przez który przebiegały szlaki handlowe i pielgrzymkowe na trasie z Syrii na Półwysep Arabski. Walory obronne zamku podnosiły jeszcze dwa wykute w skale zbiorniki na wodę i dość żyzny pas ziemi wokół. Sprawiało to, że Montreal mógł być przez pewien czas praktycznie samowystarczalny.
W rękach królewskich zamek pozostawał aż do roku 1142, kiedy to został włączony do Księstwa Oultrejordain, będącego lennem Królestwa Jerozolimskiego. Jednocześnie Montreal stracił swoją uprzywilejowaną pozycję na rzecz Karaku, gdzie wzniesiono lepiej ufortyfikowany zamek. Cały rejon Montreal – Kerak był broniony przez załogi zamków w sile 60 rycerzy. Po 1142 zamek należał do Filipa z Milly, a w 1175, po ślubie Stefanii de Milly (córki Filipa) z Rejnaldem z Chatillon, warownia przypadła temu ostatniemu. Miało to decydujące znaczenie dla dalszych losów nie tylko Montrealu, ale i całego Królestwa Jerozolimskiego.

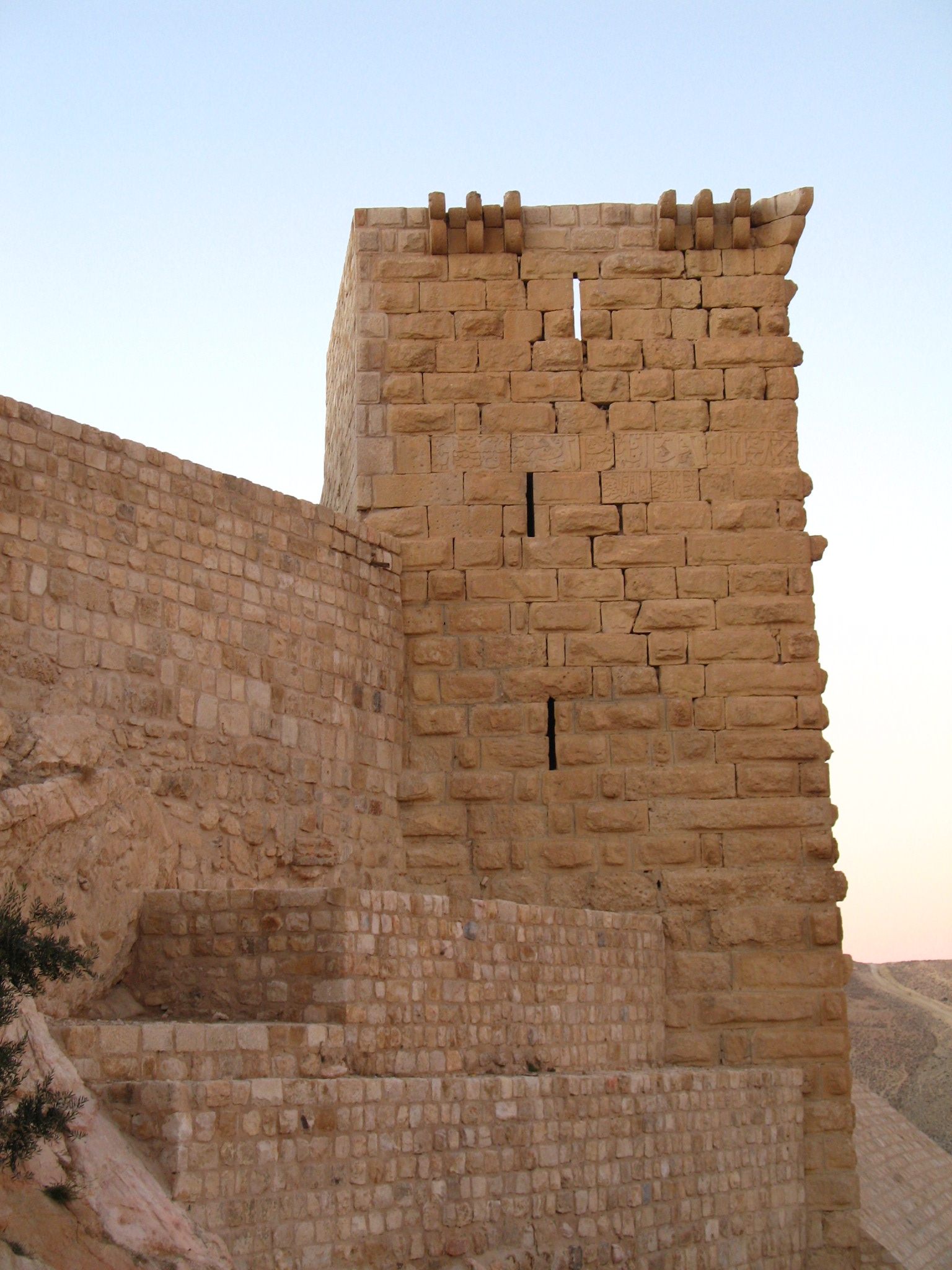
Wieża zamkowa

Rejnald wykorzystał Montreal jako bazę do napadów na arabskie karawany, które do tej pory cieszyły się przywilejem swobodnego poruszania się przez teren Królestwa. Nowy pan zamku planował też wybudowanie w okolicach Montrealu okrętów, które następnie przewieziono by na wybrzeże Morza Czerwonego w celu przeprowadzenia morskiego desantu na Mekkę.
Ponawiające się ataki i wojenne plany Rejnalda de Chatillon spowodowały poważne zaognienie stosunków z Ajjubidami i, w konsekwencji, atak Saladyna na Królestwo Jerozolimskie w 1187. Muzułmanie szybko pokonali chrześcijańskie rycerstwo (Saladyn osobiście ściął Rejnalda po 4 lipca 1187) i rozpoczęli oblężenie Montrealu. Z powodu swojego korzystnego położenia, zamek bronił się blisko dwa lata, ponieważ Saladyn nie mógł użyć machin oblężniczych. Obrońcy Montrealu skapitulowali dopiero w maju 1189. Podobno w czasie obrony krzyżowcy sprzedali za żywność swoje rodziny (jednak po kapitulacji rodzinom zwrócono wolność, podobnie jak ocalałym krzyżowcom).
Około 1260 Montreal został zajęty i w znacznym stopniu przebudowany przez Mameluków, czego świadectwem pozostają do dziś zachowane XIV-wieczne inskrypcje na jego pozostałościach.
Zamek z zewnątrz nadal prezentuje się okazale, ale wewnątrz pozostaje mocno zrujnowany. Wciąż jednak atrakcją turystyczną pozostają: potężne mury, wieże, brama wjazdowa i dobrze zachowane podziemne przejście, prowadzące głęboko (ma 350 stopni) w dół skały, do zbiorników wodnych na dnie.
Obecnie w obrębie zamku prowadzą badania archeologiczne naukowcy z Uniwersytetu Florenckiego.